# اوم کی جون
اوم کی‌جون متولد ۳ فروردین ۱۳۵۵ در کره جنوبی است.
اوم کی جون متولد ۲۳ مارچ ۱۹۷۶ در سئول ، کره جنوبی است. او اولین بازی خود را در  نمایش صحنه ای ریچارد ۳ انجام داد. هم‌چنین در سال ۱۹۹۵ کار خود را شروع کرد. اوم پس از مدتی به عنوان بازیگر تئاتر موسیقی با بازی در سینگ در باران شناخته شد. اوم در نمایش هایی مثل غم‌ های‌ جوان‌ ورتر ، گریس ، سه‌تفنگدار ، جک چاک دهنده ، کنت مونت کریستو ، اگر میتوانی مرا بگیر ، ربکا . هم‌چنین در برنامه‌تلویزیونی Closer‌ هم شرکت کرد. 
سریال‌هایی مثل تیم‌تحقیق‌ویژه‌زندگی ، دنیاهای‌درون ، قهرمان ، رویای‌بلند ، بوی‌زن‌و‌شبح ، کارتو‌خوب‌انجام‌دادی ، کارتو‌خوب‌انجام‌دادی ، ویروس ، باعث محبوبیت او شد.  سال ۲۰۱۷ او در سریال innocent defedant بازی کرد و در ۲۰۱۸ با کارگردان آن سریال ، یک سریال دیگر هم بازی کرد که نام ان جراحان‌قلب بود. در سال ۲۰۲۰ در یک درام انتقامی و بسیار جذاب و زیبای پنت‌هاوس در ۳ فصل حضور پیدا کرد و در سال ۲۰۲۳ با سریال هفت‌فراری که کارگردان ان هم کارگردان سریال پنت هاوس بود به دنیای کیدراما برگشت.
فیلم‌شناسی؛
مرد انتقام     -    ۲۰۱۰  /    شرور‌ و بیوه    -     ۲۰۱۰   /  یافتن‌آقای‌سرنوشت    -    ۲۰۱۰      /       قاتل‌تون    -    ۲۰۱۳   /
سریال های تلویزیونی
چه کسی او را دوست داشت؟      -       ۲۰۰۶     /   گریم ریمر با امنزیا     -      ۲۰۰۷        /      لبخند پنیر کیم‌چی     -    ۲۰۰۷  / راز ، فقط شما نمی‌دانید     -     ۲۰۰۸     / تیم تحقیقات ویژه زندگی     -      ۲۰۰۸     / کار خوب ، کار خوب    -     ۲۰۰۹   /  دنیاهای درون     -    ۲۰۰۸    / قهرمان    -     ۲۰۰۹    /     رویای بالا    -   ۲۰۱۱   / خانم ریپلی    -     ۲۰۱۱ /  بوی زن و شبح - ۲۰۱۱ / نمی‌توان از دست داد   -  ۲۰۱۱ / فانتوم      -    ۲۰۱۲    / ویروس -       ۲۰۱۳ / من می‌توانم صدای تورو بشنوم      - ۲۰۱۴      /        صلیب     طلایی      -     ۲۰۱۴    / مرد در نقاب     -    ۲۰۱۵    /    معلم کابوس    -      ۲۰۱۶    /     گم شده در ۹     -   ۲۰۱۷     /       متهم بی‌گناه      -      ۲۰۱۷   /     من ربات نیستم        -        ۲۰۱۷      /     جراحان قلب     -    ۲۰۱۸    /    پنت هاوس :     جنگ در زندگی     -      ۲۰۲۰-۲۰۲۱     /     درخشش ستاره‌ها     -         ۲۰۲۲    /    زنان کوچک      -    ۲۰۲۲    /       هفت فراری     ۲۰۲۳     